# FIFA 16
FIFA 16 là trò chơi điện tử bóng đá mô phỏng được phát triển bởi EA Canada và do EA Sports phát hành dành cho Microsoft Windows, PlayStation 3, PlayStation 4, Xbox 360, Xbox One, Android và iOS.
Đây là game FIFA đầu tiên có sự góp mặt của các cầu thủ nữ. Đây cũng là game đầu tiên mà người hâm mộ được quyền bình chọn các cầu thủ xuất hiện trên bìa game. Martin Tyler và Alan Smith là bình luận viên cho trò chơi.
FIFA 16 nhận nhiều lời nhận xét và phê bình tích cực, đánh giá cao độ chân thực của trò chơi.

## Cách chơi
FIFA 16 là lần đầu tiên các cầu thủ nữ xuất hiện, với 12 đội tuyển quốc gia: Úc, Brasil, Canada, Trung Quốc, Anh, Pháp, Đức, Ý, México, Tây Ban Nha, Thụy Điển và Hoa Kỳ. Sự vắng mặt đáng tiếc nhất là á quân World Cup 2015 đội tuyển Nhật Bản, do liên đoàn bóng đá nước này đã có thỏa thuận với công ty trò chơi đối thủ của EA là Konami. Vào thời điểm ra mắt, có ba chế độ chơi mà người chơi có thể điều khiển các đội nữ: giao hữu offline (Match Day), giao hữu trực tuyến và một giải đấu dựa trên Giải vô địch bóng đá nữ thế giới.
Game bao gồm 50 sân vận động giống với thực tế trên tổng số 78 sân vận động. Fratton Park, sân nhà của câu lạc bộ Portsmouth, được thêm vào game để vinh danh Simon Humber, cổ động viên của Portsmouth và giám đốc sáng tạo của loạt game FIFA, người mất vào năm 2015 vì căn bệnh ung thư.
Một chế độ tập luyện cũng được thêm vào mục Career Mode cho phép người chơi phát triển các cầu thủ trong đội mà mình quản lý mà không nhất thiết phải cho họ thi đấu. Nó cho phép người chơi định hướng cho cầu thủ mà họ muốn phát triển và làm tăng giá trị chuyển nhượng của cầu thủ. Cũng trong Career Mode người chơi có thể lựa chọn một giải đấu giao hữu trước khi mùa giải chính bắt đầu. Nếu vô địch các giải đấu này người chơi sẽ được tặng một số tiền vào ngân quỹ phục vụ mục đích chuyển nhượng. Thêm vào đó trong các trận giao hữu này người chơi sẽ được thay người thoải mái. Các tính năng mới bao gồm việc cho mượn 2 năm, ngân quỹ chuyển nhượng thực tế hợp lý hơn và giá trị cầu thủ được cải thiện.
Các tính năng mới cho các hệ máy PlayStation 4, Xbox One và PC bao gồm giới thiệu trước trận đấu mới dành cho giải Bundesliga, thời tiết và thời gian bắt đầu trận đấu mới, cũng như việc dùng bình xịt trong các quả phạt trực tiếp.

## Ý kiến đón nhận
James Tyler của ESPN nhận xét tích cực khi bình luận về độ thực tế trong chiến thuật phòng thủ và chuyền bóng, cũng như gợi ý loạt game này có thể được cải thiện với chế độ chơi với vai trò chủ sở hữu câu lạc bộ. Andrew Griffin của The Independent cũng hài lòng với các đổi mới, nhưng chưa đủ mạnh để đánh bại hoàn toàn PES 2016. Ben Wilson của The Guardian nhấn mạnh cần thay đổi chiến thuật thi đấu sử dụng trong mục bóng đá nữ và kết luận rằng thật khó để chọn lựa giữa FIFA và PES.
IGN khen ngợi chế độ FUT Draft và sự mở đầu của bóng đá nữ, nhưng đánh giá game thấp hơn so với PES 2016 khi cho rằng với việc "đối thủ lớn nhất đã bắt kịp về tính động lực và thắng thế về độ linh hoạt và phản xạ, EA Sports phải nỗ lực nếu muốn FIFA lấy lại vị thế ông vua thể thao điện tử." Metro cũng đánh giá PES 2016 cao hơn và cho rằng đây là "game FIFA tệ nhất trong hơn nửa thập kỉ và thua kém quá xa PES 2016" nhưng "không hẳn là một game tệ với những tính năng mới thú vị."

## Cầu thủ bìa game

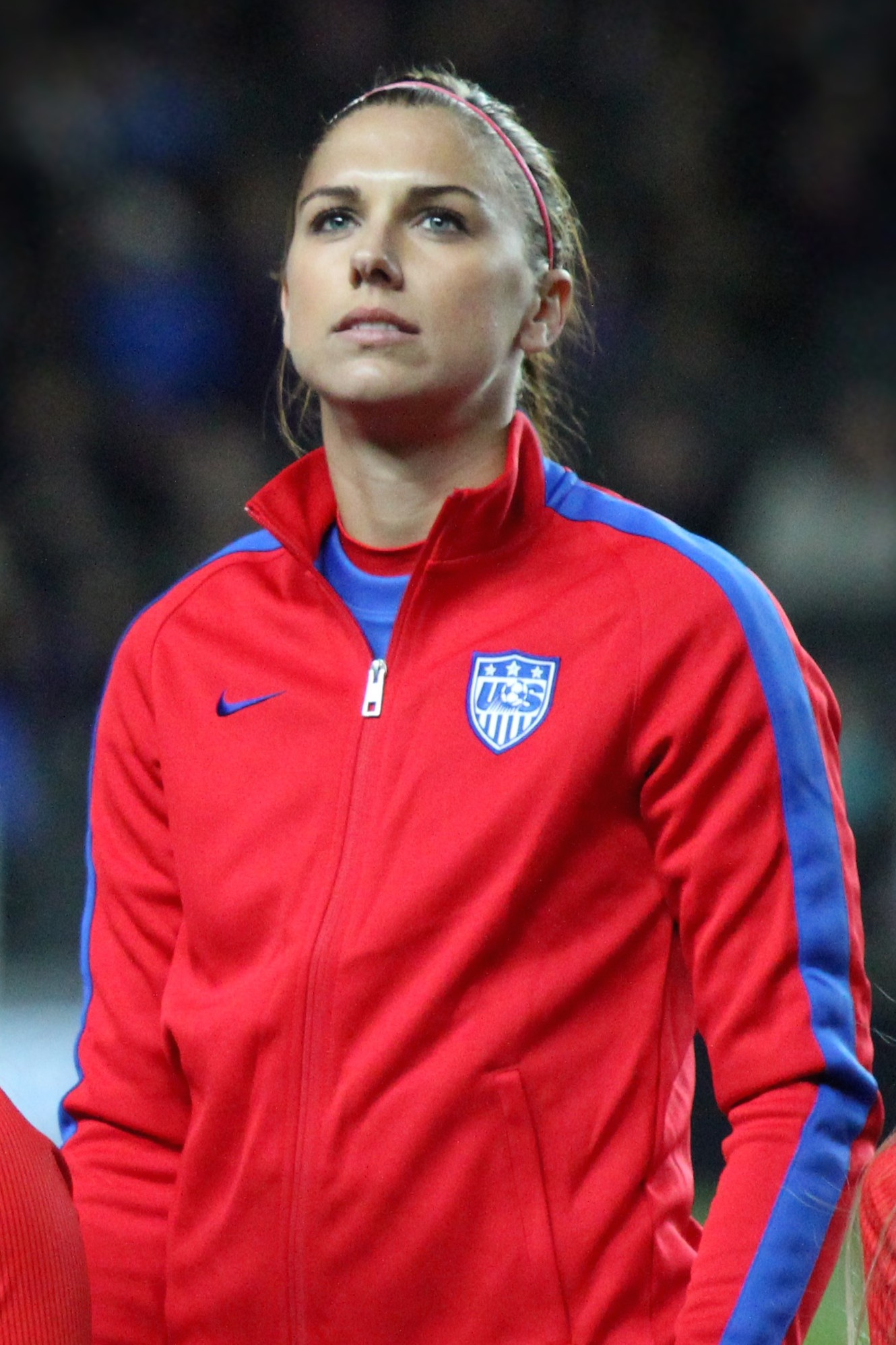
Alex Morgan, một trong ba cầu thủ nữ đầu tiên xuất hiện trên bìa một game FIFA.

| Khu vực                          | Tên (các) cầu thủ       |
| -------------------------------- | ----------------------- |
| Nhật Bản                         | Kagawa Shinji           |
| Pháp                             | Antoine Griezmann       |
| Úc                               | Steph Catley Tim Cahill |
| México                           | Marco Fabián            |
| Anh Quốc · Ireland               | Jordan Henderson        |
| Brasil                           | Oscar                   |
| Mỹ Latinh (trừ Brasil và México) | Juan Cuadrado           |
| Ba Lan                           | Arkadiusz Milik         |
| Canada                           | Christine Sinclair      |
| Hoa Kỳ                           | Alex Morgan             |
| Áo                               | David Alaba             |
| Ả Rập Xê Út                      | Yasser Al-Shahrani      |
| Ý                                | Mauro Icardi            |
| Thổ Nhĩ Kỳ                       | Arda Turan              |

## Ngừng hoạt động
EA Sports vừa ngừng hoạt động FIFA 15 New Season vào 20 tháng 5 năm 2017. FIFA 16 Ultimate Team trên iOS và Android chính thức ngừng hoạt động vào ngày 31 tháng 5 năm 2020, sau 5 năm công việc FIFA 16 UT.